# Чемпионат Армении по волейболу среди мужчин
Чемпионат Армении по волейболу среди мужчин — ежегодное соревнование мужских волейбольных команд Армении. Проводится с 1992 года по системе «весна—осень». В турнире также принимают участие команды из непризнанной Нагорно-Карабахской Республики. 
С 2013 чемпионат проходит в рамках национальной лиги.

## Формула соревнований
Команды играют в два круга по туровой системе. 
В чемпионате 2019 участвовали 6 команд: «Арцах» (Степанакерт, НКР), БКМА (Ереван), ЦСХАХ (Ереван), ХПТХ (Ереван), ХАПХ (Ереван), «Гюмри». Чемпионский титул во 2-й раз подряд выиграл «Арцах». 2-е место заняла команда БКМА, 3-е — ЦСХАХ.

## Чемпионы
- 1992 «Наири» Ереван
- 1993 «Айк» Ереван
- 1994 «Наири» Ереван
- 1995 «Армавир»
- 1996 «Айк» Ереван
- 1997 «Айк» Ереван
- 1998 «Айк» Ереван
- 1999 «Айк» Ереван
- 2000 ЕНЗН Ереван
- 2001 «Киликия» Ереван
- 2002 ЕНЗН Ереван
- 2003 «Киликия» Ереван
- 2004 «Киликия» Ереван
- 2005 ЕНЗН Ереван
- 2006 ФИМА Ереван
- 2007 ФИМА Ереван
- 2008 ФИМА Ереван
- 2009 ФИМА Ереван
- 2010 ФИМА Ереван
- 2011 ФИМА Ереван
- 2012 ФИМА Ереван
- 2013 ФИМА Ереван
- 2014 ФИМА Ереван
- 2015 ФИМА Ереван
- 2016 ФИМА Ереван
- 2017 ФИМА Ереван
- 2018 «Арцах» Степанакерт
- 2019 «Арцах» Степанакерт
- 2021 ФИМА Ереван